# 숙의 원씨
숙의 원씨(淑儀 元氏, 생몰년 미상)는 조선 광해군의 후궁이다.

## 생애
조선의 제15대 왕 광해군의 후궁이다. 본관은 원주로, 무신 원수신의 딸이다. 입궁 시기는 정확한 기록이 없으나, 1618년(광해군 10년) 음력 7월 5일 숙의 권씨가 입궁할 때 이미 원씨도 종2품 숙의로 있었다는 기록으로 보아 그 이전인 듯 하다.
원씨를 비롯한 광해군의 후궁들의 일족에게 높은 관직이 제수되고, 뇌물이 폭주하였다고 기록되어 있다. 또 1621년(광해군 13년) 음력 윤2월 19일 남병사 김준계가 전시가 아님에도 자기 마음대로 형벌을 시행하였다가 추고를 당하고 사직을 한 일이 있었는데, 이때 비변사에서 일단 김준계에게 몸조리를 하고 임무를 살필 수 있도록 명을 내려달라 청하였으나 광해군의 반대로 무산되고 말았다. 《광해군일기》의 사관은 이 일을 두고 "비변사의 계청도 사사로운 인정에서 나온 것이고, 김준계가 처벌을 받은 것도 원씨의 아비 원수신과 사이가 나빴기 때문"이라고 기록하였다.
한편 원씨는 인조반정과 함께 광해군이 폐위되자, 1623년(인조 원년) 음력 9월 14일 중도부처의 명이 내려졌다. 이후의 삶에 대해서는 자세히 기록된 것이 없으며, 광해군과의 사이에서 자녀는 없었다.
한편 원씨의 아버지 원수신은 용케 처형을 면하고 1624년(인조 2년)에는 어느 정도 사면까지 받은 듯 하나, 이 해 음력 11월 8일에 발생한 역모에 연루된 기록이 있다.

## 가족 관계
- 아버지 : 원수신(元守身, 생몰년 미상)
  - 남매 : 원유형(元有亨, 생몰년 미상)[8]
- 시아버지 : 제14대 선조(宣祖, 1552~1608, 재위:1567~1608)
- 시어머니 : 공빈 김씨(恭嬪 金氏, 1553~1575)
  - 남편 : 제15대 광해군(光海君, 1575~1641, 재위:1608~1623)